# Хипоконт
Хипоконт (грч. Ἱπποκόων) је у грчкој митологији био спартански краљ, син Ебала и нимфе Батеје.

## Митологија
Након смрти свог оца, Хипоконт је преузео престо и протерао своју полубраћу, Тиндареја и Икарија из Спарте. Био је познат као груб и прек човек, што су наследили и његови синови Хипоконтиди. Херакле их је мрзео јер нису хтели да га очисте од Ифитовог убиства. Сукоб се касније разбуктао када су Хипоконтиди убили његовог младог рођака, па се Херакле осветио и убио и оца и синове.

## Друге личности
- Хипоконт је, према неким изворима, Нелејев отац. Међутим, није познато његово порекло, као ни са којом женом је имао Нелеја.[2]
- Према Хомеру, Хипоконт је био лидер Трачана, који је затекао покољ и свог мртвог краља у тројанском логору током тројанског рата, те је посумњао да је то дело издајника. Заправо, диверзију су извели Диомед и Одисеј.[3]
- Хипоконт је био и Зеуксипин отац.[4]
- Хиртаков син, који је учествовао у играма које је Енеја приредио на Сицилији.[5]